# Ghiacciaio Benson
Il ghiacciaio Benson è un ghiacciaio lungo circa 22 km situato nella regione centro-occidentale della Dipendenza di Ross, in Antartide. Il ghiacciaio, il cui punto più alto si trova a circa 1100 m s.l.m., si trova in particolare nella zona meridionale della dorsale Convoy, dove fluisce verso est partendo dal versante sud-orientale del nevaio Flight Deck e scorrendo tra il monte Perseverance, a nord, e il monte Forde, a sud, fino a gettarsi nella parte settentrionale della baia Granite Harbour, nei pressi del picco Red Buttress.

## Storia
Il ghiacciaio Benson è stato mappato dai membri della spedizione Terra Nova, condotta dal 1910 al 1913 e comandata dal capitano Robert Falcon Scott, e così battezzato dai membri della squadra neozelandese della spedizione Fuchs-Hillary, condotta dal 1956 al 1958, che esplorarono l'area del ghiacciaio nel novembre 1957, in onore di W. N. Benson, che era stato un professore di geologia all'università neozelandese di Otago. Fino al 1990 si riteneva che il ghiacciaio Benson partisse da una sella che lo divideva dal ghiacciaio Gran, ma una spedizione del Programma Antartico della Nuova Zelanda, condotta dal 1989 al 1990 e comandata da Trevor Chinn, ha poi scoperto che in realtà il ghiacciaio Benson, come descritto sopra, parte dal nevaio Flight Deck e che il flusso di ghiaccio compreso tra la sopraccitata sella e il nevaio, lungo in tutto 12 km, è in realtà un flusso indipendente, poi battezzato ghiacciaio Midship nel 1993, che fluisce verso nord a partire dal versante settentrionale del monte Morrison.